# Mrs McGinty är död
Mrs McGinty är död (engelska: Mrs McGinty's Dead) är en detektivroman av Agatha Christie. Den kom ut på engelska 1952 och på svenska 1953.
Romanen innehåller karaktärerna Hercule Poirot och Ariadne Oliver. Historien är ett "bymysterium", en subgenre av pusseldeckare som Christie vanligtvis reserverade för Miss Marple. Romanen är anmärkningsvärd för sin kvickhet och komiska detaljer, något som hade varit föga framträdande i Poirot-romanerna från 1930- och 1940-talen. Poirots misär i det nedgångna pensionatet och Mrs Olivers iakttagelser om en deckarförfattares liv, ger stor underhållning i början av romanen. Publiceringen av Mrs McGinty är död kan ses som startskottet för Poirots slutfas, där Ariadne Oliver spelar en stor roll. Även om hon hade medverkat i Korten på bordet 1936, börjar Mrs Olivers mest betydelsefulla framträdanden i Christies verk här. Hon förekommer i fem av de nio senaste Christie-romanerna med Poirot och framträder ensam utan Poirot i Den gula hästen (1961).

## Förklaring till titeln
Romanen är uppkallad efter en lek för barn – en slags Följa john-typ av vers – som förklaras under romanens gång.

## Handling
Polisinspektör Spence besöker Poirot för att be honom att hitta bevis som skulle förhindra avrättningen av James Bentley, som nyligen har dömts för att ha dödat sin gamla hyresvärdinna Mrs McGinty för ynka 30 pund. Alla bevis pekar på hans skuld, men det är något med Bentleys buttra accepterande av sitt öde som inte stämmer hos den erfarne Spence. Poirot går med på att åka till byn Broadhinny och utreda mordet. Poirot tar ett rum i familjen Summerhayes gästhus och upptäcker att Mrs McGinty ofta arbetade som städerska i olika hus i byn. Ingen vill prata med Poirot, de flesta är övertygade om att Bentley är skyldig.
Under utredningens gång upptäcker Poirot att McGinty, tre dagar före mordet, tog ett urklipp från en ökänd söndagstidning, som innehöll en artikel som visade bilder på kvinnor som hade försvunnit efter att ha varit inblandade i decennier gamla brottmål. Hon skrev då till tidningen och påstod sig ha hittat ett foto som liknade en av kvinnorna, vilket bevisade att en bybo var en av de försvunna kvinnorna i förklädnad. Men hennes fruktansvärda stavning hade fått tidningen att avfärda henne som en simpel sökerska efter berömmelse. Poirot och Spence, med hjälp av åldern på människorna i staden, drar slutsatsen att någon antingen är Lily Gamboll, som begick mord med en köttyxa när hon bara var 12 år gammal, eller Eva Kane, en guvernant som hade haft en affär med sin arbetsgivare Mr Craig. Craig dömdes senare och avrättades för att ha dödat sin fru. Efter att ha frikänts som medhjälpare hade en gravid Eva bytt efternamn till "Hope" och lämnat landet. Vissa källor hävdar att hon hade ett barn som hette Evelyn och flera kvinnor i staden är också i rätt ålder för att vara Evelyn.
Kort därefter upptäcker Poirot en gammal sockerskärare med spår av blod i familjen Summerhayes hus. Huset var aldrig låst och hammaren var lättillgänglig för vem som helst. I ett försök att lura fram mördaren hävdar Poirot att han vet mer än denne själv, och blir nästan knuffad under ett mötande tåg, vilket bevisar att den skyldige fortfarande är på fri fot. Efter att ha förvärvat originalen av de foton som används i artikeln visar Poirot dem för byborna vid en sammankomst i den förmögna fru Laura Upwards hus. Fru Upward påstår sig ha sett fotot av Lily Gamboll, men vägrar att säga var.
Senare kontaktas Poirot av Maude Williams, som hade arbetat hos en fastighetsmäklare hos Bentley i en annan stad innan Bentley blev uppsagd. Hon vägrar tro att han är kapabel att mörda och erbjuder sig att hjälpa Poirot. Han tackar ja, och får henne att utge sig för att vara hembiträde i Mrs Wetherbys hus, ett av de hus som Mrs McGinty städade. Poirot lägger märke till att Mrs Wetherbys dotter från hennes första äktenskap, Deirdre Henderson, är ganska sur och uppgiven, ungefär som Bentley. Deirdre är också den enda bybon som, precis som Maude, tror på Bentleys oskuld. (I Suchets version är Deirdre Maureen Summerhayes, som inte är sur, men ganska trevlig om än oorganiserad)
Under hembiträdets lediga kväll går Mrs Upwards bortskämda son, dramatikern Robin Upward, på teater med den berömda deckarförfattaren Ariadne Oliver, vars roman han planerar att dramatisera. När de kommer hem finner de fru Upward strypt till döds. Hon har tydligen druckit kaffe med sin mördare, och läppstiftet på en kaffekopp och parfymen i luften pekar på att en kvinna har begått brottet. Mrs Upward hade bjudit in tre personer till sitt hus den kvällen: Eve Carpenter, Deirdre Henderson (Maureen Summerhayes i Suchet's Poirot) och Shelagh Rendell. Bara Henderson (Mrs Summerhayes) kom, men hon fann huset mörkt och gick därifrån utan att tala med någon. Vem som helst av de tre kvinnorna skulle kunna vara någon från fotografierna. Dessutom såg brevbärarens assistent, Edna (som har en affär med maken till Mrs McGintys brorsdotter), någon med blont hår komma in i huset; Carpenter och Rendell (som båda vägrar samarbeta med polisen) är blonda, men Henderson är brunett.
En bok hittas i Upward-huset med Evelyn Hopes signatur skriven på försättsbladet, vilket tyder på att Mrs Upward faktiskt var Eva Kane, vilket ytterligare förvirrar situationen. Poirot hittar sedan ett foto i en låda i familjen Summerhayes hus, och inser att det måste vara fotot som Mrs McGinty såg. Den föreställer Eva Kane och har inskriptionen "min mor" på baksidan. Poirot känner igen handstilen och samlar ihop de misstänkta och anklagar plötsligt Robin Upward för morden, vilket skrämmer honom till en bekännelse.
Robin Upward är Eva Kanes son, Evelyn Hope (på den tiden gavs namnet Evelyn fortfarande ofta till manliga barn); den riktige Robin Upward hade dött ung, medan Mrs Upward bodde på annat håll. Alltför stolt för att tycka synd om som barnlös änka, tog fru Upward emot fattiga unga män för att ta Robins plats, även om hon behandlade dem mer som en beskyddare skulle behandla en skyddsling, och övergav dem om de visade sig vara allt annat än tillfredsställande. Evelyn Hope hade varit den mest framgångsrika sonen och hade bott hos henne när hon flyttade till Broadhinny. Han antogs av de flesta vara hennes son Robin, även om fru Summerhayes, som själv var adoptivbarn, drog slutsatsen att det var sant. Mrs McGinty hittade fotot av Eva Kane när hon arbetade i Upward-huset och antog att fotot var av Mrs Upward som ung kvinna.
Evelyn, som insåg att en eventuell skandal skulle sätta stopp för hans användning av Mrs Upwards pengar, stal sockerskäraren och dödade Mrs McGinty innan hon hann berätta för alltför många människor om sin upptäckt. Han satte dit Bentley genom att stjäla de 30 punden, och antog helt korrekt att Bentley skulle få panik och vittna mot sig själv. Samma kväll som festen skulle äga rum hade Mrs Upward känt igen Eva Kanes foto som ett foto av Evelyns mamma, vars bakgrundshistoria Evelyn hade förfalskat för henne. Hon ville konfrontera Evelyn själv, så hon pekade på fotot av Lily Gamboll för att få Poirot att tappa vittringen.
Evelyn misstänkte sanningen; Han låtsades glömma något kvällen då pjäsen spelades, lämnade Mrs Oliver väntande i bilen och gick in igen och dödade Mrs Upward för att ärva hennes pengar. Han planterade bevisen och ringde de tre samtalen med förklädd röst, för att få det att se ut som om en kvinna hade begått brottet. Han planterade senare fotot hemma hos fru Summerhayes för att anklaga henne. Poirot hade dock gått igenom lådan en kort tid tidigare, och fotot hade inte funnits i den då. Den hade satts in i efterhand, och det var bara Evelyn som hade varit fri att göra det vid den aktuella tidpunkten.
Ytterligare avslöjanden görs också. Eve Carpenter ville dölja sitt förflutna för sin aristokratiske make, vilket var anledningen till att hon inte ville samarbeta i utredningen. Spence upptäcker att Shelagh Rendell har fått brev med giftpennor där det påstås att hennes man mördade sin första fru. Poirot misstänker starkt att det var Dr Rendells neurotiska fru, och inte Evelyn Hope, som försökte knuffa honom under det mötande tåget, rädd för att den gamla skandalen skulle rullas upp. Maude Williams visar sig vara Maude Craig. Trots att juryn bestämt sig för något annat är både Maude och polisen övertygade om att hennes mamma faktiskt mördades av Eva Kane och inte av Craig, som ridderligt tog på sig skulden eftersom Eva bar på sig hans barn. Maude var blondinen som sågs gå för att träffa Mrs Upward, eftersom hon hade försökt spåra Eva Kane genom Evelyn, eftersom hon kände till hans sanna identitet. Maude hittade dock Mrs Upwards kropp, insåg att hon kunde vara anklagad för mord och gick tyst därifrån. Hon erkänner detta för Poirot, som går med på att hålla det hemligt och önskar henne lycka till i livet.
Deirdre Henderson visar sig bli misshandlad av sin styvfar och tvingas ta hand om sin mor. Deirdre har egna pengar, som hon fått av sin biologiska pappa, som de inte vill förlora förfoget över. Hon (i Suchet's Poirot, Maude Williams är singel) har också en del romantiska känslor för Bentley, och han för henne. Bentley befrias, men han är fortfarande alltför förvirrad över händelserna för att visa tillbörlig tacksamhet. Spence är dock övertygad om att de äntligen har avslutat fallet, till Poirots stora lättnad.

## Karaktärer
- Hercule Poirot - Berömd belgisk detektiv som ombads att undersöka fallet på nytt.
- Ariadne Oliver - Författare och gammal bekant till Poirot som arbetar med Robin Upward på en pjäs.
- Kommissarie Spence - En gammal vän till Poirot som ber honom att undersöka fallet.
- James Gordon Bentley - Tidigare inneboende hos McGinty, felaktigt dömd för mordet på henne
- Mr Scuttle - James Bentleys tidigare arbetsgivare.
- Maude Williams - En före detta medarbetare till James Bentley.
- Maureen Summerhayes - Den oduglige ägaren till pensionatet Long Meadows i Broadhinny. Hon är adopterad.
- Major Johnnie Summerhayes - Maureens make. Han känner sig tvungen att stanna i Broadhinny på grund av sin familjehistoria, trots att han inte har någon erfarenhet av jordbruk.
- Guy Carpenter - En affärsman med intresse för politik.
- Eve Carpenter - Den nya hustrun till Guy Carpenter, tidigare arbetsgivare till Mrs McGinty som Mrs Selkirk.
- Robin Upward - Dramatiker som arbetar med Ariadne Oliver.
- Laura Upward - Adoptivmor till Robin Upward, som hon gav namnet på sin avlidne biologiska son. Hon är till en början ovetande om hans förflutna.
- Dr Rendell - Lokal läkare i Broadhinny, misstänkt för att ha mördat sin första fru. Poirot tror att det var han som försökte döda honom genom att knuffa honom framför ett tåg.
- Sheelagh Rendell - Dr Rendells andra fru som fruktar att Poirot undersöker hennes man.
- Roger Wetherby - Överlägsen styvfar till Deirdre Henderson som är beroende av henne för att ta hand om sitt hem samtidigt som han drar nytta av hennes arv.
- Mrs Edith Wetherby - mor till Deirdre Henderson. Hon överdriver sin svaghet för att tvinga Deirdre att stanna och ta hand om henne.
- Deirdre Henderson - Dotter till Edith Wetherby och styvdotter till Roger. Hon är förtjust i James Bentley.
- Bessie Burch - Mrs McGintys brorsdotter.
- Joe Burch - Bessies make
- Lily Gamboll - Nämns i Sunday Comet-artikeln för att ha dödat sin moster när hon var tolv år gammal. Misstänks för att bo i Broadhinny.
- Mrs McGinty - Städtant hos Rendells, Upwards, Wetherbys och Carpenters, mördad för att hon upptäckte ett foto av Eva Kane i Upwards hus.
- Pamela Horsefall - Redaktör för Sunday Comet som McGinty kontaktade angående artikeln om tragiska kvinnor.
- Michael West - Skådespelare som är bekant med Robin Upward och vet om hans adoption.
- Mrs Elliott - Granne till McGinty som upptäckte hennes kropp.
- Konstapel Albert "Bert" Hayling - Bykonstapel i Broadhinny.

## Litterär betydelse och mottagande
Maurice Richardson i The Observer tyckte den 23 mars 1952 att Poirot var "något dämpad" och sammanfattade "Inte ett av AC:s bäst konstruerade jobb, men ändå långt mer läsvärt än de flesta andras".
Robert Barnard: "Detta bymord börjar bland landsbygdsproletariatet (jfr novellen Döden i floden i Miss Marples mysterier och den utmärkta arbetarklasskvinnan i London i Gropen), men efter en tid rör det sig mot de mer vältaliga klasserna. Poirot lider på ett livligt hemskt pensionat på landet för att komma in i samhället och rädda en ganska otillfredsställande ung man från galgen. Mycket genialisk – vid det här laget kan hon fortfarande variera de trick hon spelar, inte upprepa dem."